# Wilhelm Büchner Hochschule

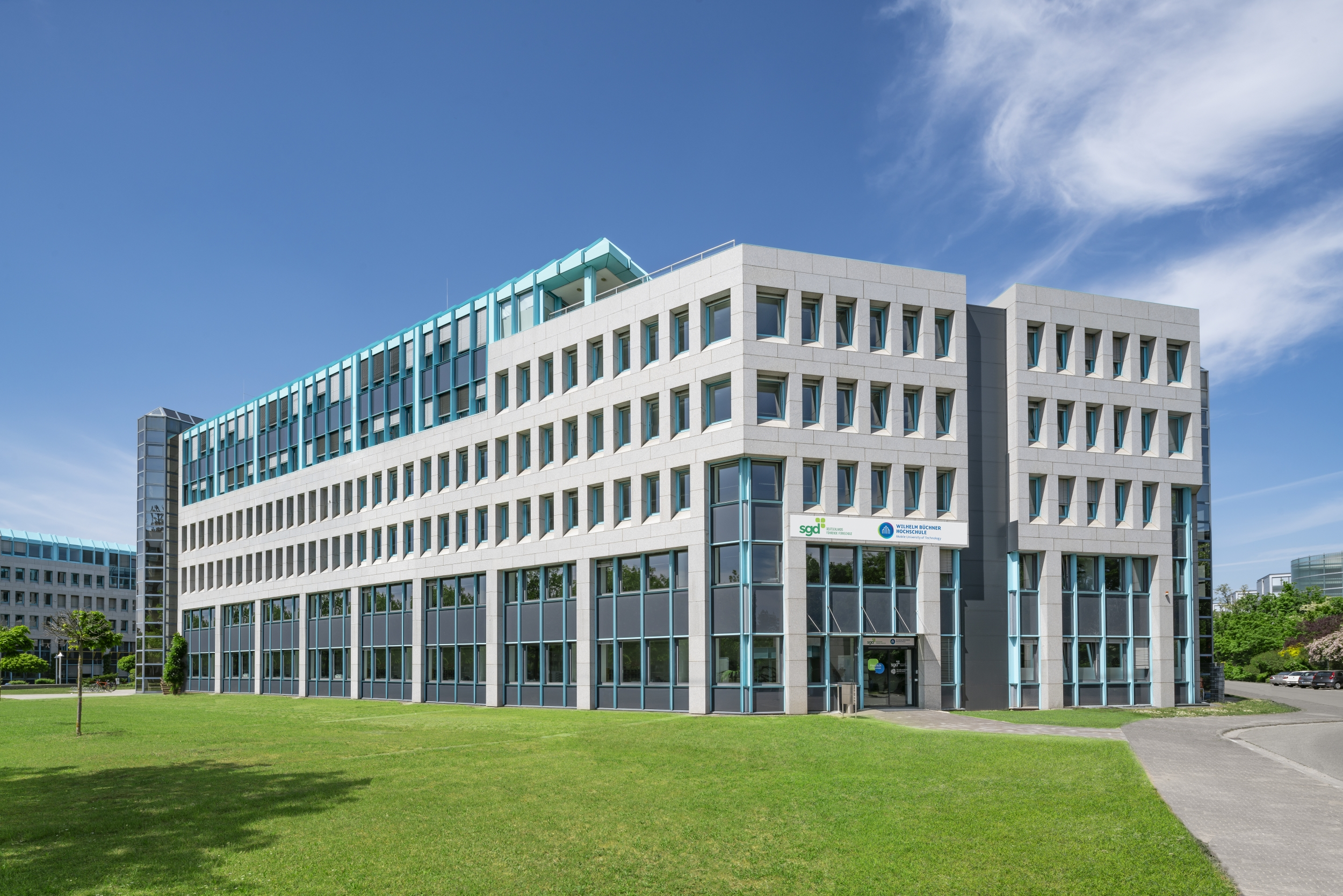
Wilhelm Büchner Hochschule in Darmstadt

Die Wilhelm Büchner Hochschule (WBH) ist eine deutsche Hochschule für Angewandte Wissenschaften (Fachhochschule) in privater Trägerschaft mit Sitz in Darmstadt, Hessen.
Durch Bescheid des Hessischen Ministeriums für Wissenschaft und Kunst vom 28. Oktober 2008 ist die Wilhelm Büchner Hochschule als nicht-staatliche Hochschule unbefristet staatlich anerkannt. Im Juli 2016 wurde sie vom Wissenschaftsrat institutionell akkreditiert und die Akkreditierung 2022 für weitere fünf Jahre verlängert.
Mit knapp 5.000 Studierenden (Stand: Sommersemester 2023) ist die Wilhelm Büchner Hochschule die größte private Hochschule für Technik in Deutschland. Trägerin ist die Hochschule für Berufstätige Darmstadt GmbH. Sie gehört zur Deutschen Weiterbildungsgesellschaft und ist eine Tochtergesellschaft der Stuttgarter Klett Gruppe.
Namensgeber ist der Naturwissenschaftler und Unternehmer Wilhelm Büchner, der im 19. Jahrhundert in Pfungstadt lebte. Die Hochschule trägt ihren Namen seit Februar 2008, zuvor hatte sie als Private FernFachhochschule Darmstadt (abgekürzt PFFH) firmiert.

## Geschichte
Die Wilhelm Büchner Hochschule wurde im November 1996 unter dem Namen Private FernFachhochschule Darmstadt gegründet und nahm 1997 den Studienbetrieb mit dem Diplomstudiengang Informatik im gleichnamigen Fachbereich auf. 2002 wurde der Fachbereich Ingenieurwissenschaften eingerichtet, zunächst mit dem Diplomstudiengang Mechatronik, seit 2003 zusätzlich mit dem Diplomstudiengang Elektrotechnik.
Für die Ausbildung der Staatlich geprüften Techniker wurde 2004 zusätzlich das PFFH-Technikum als Institut der Privaten FernFachhochschule gegründet.
Im Frühjahr 2007 starteten die ersten vier Bachelor-Studiengänge.

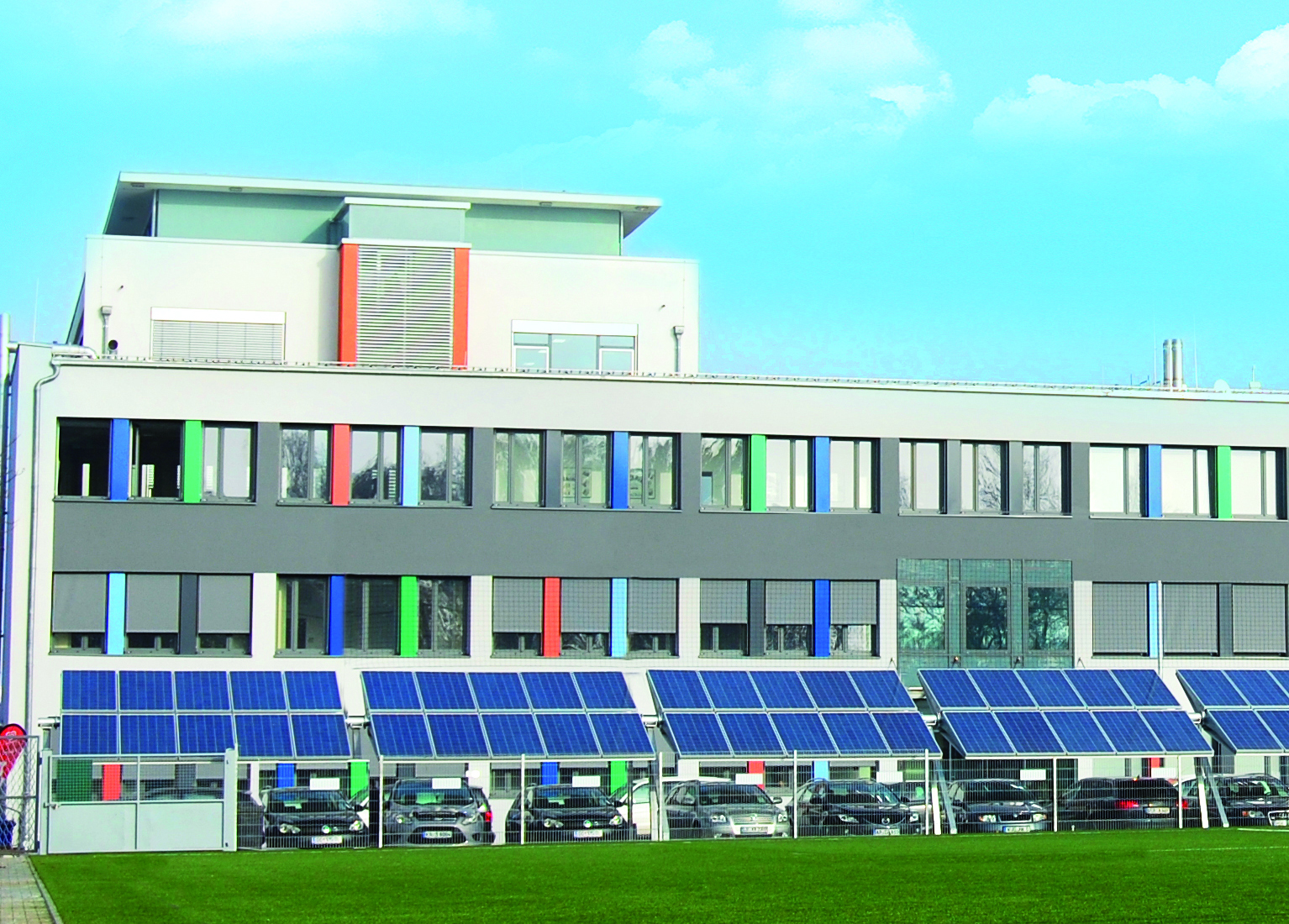
Ehemaliges Gebäude der Wilhelm Büchner Hochschule in Pfungstadt bei Darmstadt

Seit Februar 2008 trägt die Hochschule den Namen des Pfungstädter Wissenschaftlers, Industriellen und Bildungspolitikers Wilhelm Büchner.
Im gleichen Jahr wurde der Fachbereich Wirtschaftsingenieurwesen und Technologiemanagement gegründet.
Die ersten Master-Studiengänge gibt es seit 2009 an der Wilhelm Büchner Hochschule.
Anfang 2012 erweiterte die Hochschule mit dem Master-Studiengang Engineering Management (MBA)  die Reihe an postgradualen Studiengängen.
In 2013 kam der neue Fachbereich Energie-, Umwelt- und Verfahrenstechnik mit dem Bachelor-Studiengang Chemische Verfahrenstechnik dazu.
Seit Januar 2015 gibt es die beiden internationalen Fernstudiengänge Technology and Innovation Management (M.Sc.) sowie Engineering Management (MBA). Beide berufsbegleitenden Fernstudiengänge finden ausschließlich in englischer Sprache statt – von den Studienunterlagen bis hin zur Betreuung.
Seit Mitte 2018 wird mit dem Slogan „Mobile University of Technology“ geworben.
Seit Herbst 2019 residiert die Wilhelm Büchner Hochschule in Darmstadt.
2022 wurde der neue Fachbereich Design gegründet. Von Beginn an werden die fünf Bachelor-Studiengänge Animation Design, Game Design, Kommunikationsdesign, Industriedesign und Nachhaltiges Design angeboten.
Seit 2022 wird ein Teil der Studiengänge auch im Flexstudium angeboten. Das Flexstudium kombiniert das begleitete Selbststudium mit Präsenzzeiten am WBH-Campus.
Auch im Jahr 2023 wurde ein weiteres Studienformat ergänzt – das Online-Abendstudium. Das Online-Abendstudium ist ein klassisches Fernstudium mit regelmäßigen interaktiven Live-Webinaren nach dem Feierabend.
Der Wilhelm Büchner Hochschule ist seit 2024 systemakkreditiert. Das bedeutet, ihr wurde von dem Akkreditierungsrat, einer gemeinsamen Einrichtung der Länder für die Qualitätssicherung in Studium und Lehre an deutschen Hochschulen, das Recht zugesprochen, Studiengänge eigenständig zu akkreditieren. Die Grundlage hierfür ist ihr etabliertes Qualitätsmanagementsystem, durch das sie Qualität in Studium, Lehre und weiteren unmittelbar relevanten Bereichen sicherstellen kann. Für die Studierenden bietet die Systemakkreditierung den großen Vorteil, dass die Hochschule ihr Studienangebot flexibler als zuvor auf aktuelle Anforderungen des Arbeitsmarktes anpassen kann.
Sämtliche Studienprogramme, die sich bereits zuvor im Portfolio der Wilhelm Büchner Hochschule befanden, wurden individuell durch Programmakkreditierungen qualitätsgesichert. Diese Programmakkreditierungen wurden durch renommierte Agenturen wie ACQUIN und ZEvA begleitet und durch den Akkreditierungsrat beschlossen.

## Organisation
Die Hochschule gliedert sich in die folgenden fünf Fachbereiche:[Grundordnung §1]
- Energie-, Umwelt- und Verfahrenstechnik
- Informatik
- Ingenieurwissenschaften
- Wirtschaftsingenieurwesen und Technologiemanagement
- Design

Der Senat ist das zentrale Selbstverwaltungsorgan der Hochschule.[Grundordnung §7]
Das Präsidium besteht aus Präsident und Kanzler. Präsident und Kanzler vertreten sich gegenseitig. Der Präsident hat die Richtlinienkompetenz in akademischen Angelegenheiten. Der Kanzler ist für die Wirtschafts- und Personalverwaltung zuständig. Präsident und Kanzler sind hauptberuflich an der Hochschule tätig. Sie repräsentieren die Hochschule entsprechend ihren Aufgabenbereichen.
Das erweiterte Präsidium besteht aus dem Präsidium, einem Mitglied der Geschäftsführung der Trägerin und mindestens einer Vizepräsidentin oder einem Vizepräsidenten. Die Vizepräsidentinnen und Vizepräsidenten unterstützen das Präsidium in seiner Leitungsfunktion.[Grundordnung §6]
Der Hochschulrat hat die Aufgabe, Trägerin und Präsidium der Hochschule in wissenschaftlichen und wirtschaftlichen Fragen zu beraten, ihre Zusammenarbeit mit Wissenschaft und Praxis aktiv zu fördern und die Repräsentation der Hochschule nach außen zu unterstützen, um so zu einer positiven Entwicklung der Hochschule beizutragen.[Grundordnung §14]

## Studiengänge
Alle Studiengänge der Wilhelm Büchner Hochschule sind durch die Akkreditierungsagenturen ACQUIN und ZEvA geprüft und akkreditiert. Außerdem sind sie durch die staatliche Zentralstelle für Fernunterricht zugelassen worden.

### Überblick über das aktuelle Studienangebot

#### Bachelor-Studiengänge
| Fachbereich                                         | Studiengang, Abschluss (Start des Studiengangs) |
| --------------------------------------------------- | --- |
| Energie-, Umwelt- und Verfahrenstechnik             | Bauingenieurwesen, B. Eng. (2023) Chemische Verfahrenstechnik, B. Eng. (2013) Energieverfahrenstechnik, B. Eng. (2013) Energieingenieurwesen, B. Eng. (2024) Kunststofftechnik, B. Eng. (2018) Lebensmittelverfahrenstechnik, B. Eng. (2015) Materials Science, B. Sc. (2023) |
| Informatik                                          | Angewandte Informatik, B. Sc. (2007) App-Entwicklung, B. Sc. (2020) Data Science, B. Sc. (2020) Digitale Medien und User Experience, B. Sc. (2011/2024) Game Development, B. Sc. (2017/2024) Informatik, B. Sc. (2010) IT-Management und Digitalisierung, B. Sc. (2022) IT-Sicherheit, B. Sc. (2018) KI und Maschinelles Lernen, B. Sc. (2022) Medizinische Informatik, B. Sc. (2022) Technische Informatik, B. Eng. (2007/2024) Wirtschaftsinformatik, B. Sc. (2012) |
| Ingenieurwissenschaften                             | Digital Medical Engineering, B. Eng. / B. Sc. (2024) Elektro- und Informationstechnik, B. Eng. (2007) Fahrzeugtechnik, B. Eng. (2016) Ingenieurpsychologie, B. Eng. / B. Sc. (2024) Maschinenbau, B. Eng. (2008) Maschinenbau-Informatik, B. Eng. (2014) Mechatronik, B. Eng. (2007) Medizintechnik, B. Eng. (2024) |
| Wirtschaftsingenieurwesen und Technologiemanagement | Betriebswirtschaftslehre, B. A. (2025) Betriebswirtschaftslehre und Wirtschaftspsychologie, B. A. (2025) Energiewirtschaft und -management, B. Sc. (2011) Logistikmanagement, B. Sc. (2024) Technische Betriebswirtschaft, B. Sc. (2011) Wirtschaftsingenieurwesen Baumanagement, B. Eng. (2019) Wirtschaftsingenieurwesen Digitale Produktion, B. Eng. (2022) Wirtschaftsingenieurwesen Elektrotechnik, B. Eng. (2022) Wirtschaftsingenieurwesen E-Logistics, B. Eng. (2020) Wirtschaftsingenieurwesen Erneuerbare Energien, B. Eng. (2012) Wirtschaftsingenieurwesen Fahrzeugtechnik, B. Eng. (2024) Wirtschaftsingenieurwesen Informatik, B. Eng. (2024) Wirtschaftsingenieurwesen Kunststofftechnik, B. Eng. (2024) Wirtschaftsingenieurwesen Künstliche Intelligenz, B. Eng. (2024) Wirtschaftsingenieurwesen Lebensmittel, B. Eng. (2024) Wirtschaftsingenieurwesen Logistik, B. Eng. (2024) Wirtschaftsingenieurwesen Maschinenbau, B. Eng. (2022) Wirtschaftsingenieurwesen Mechatronik, B. Eng. (2024) Wirtschaftsingenieurwesen Medizintechnik, B. Eng. (2024) Wirtschaftsingenieurwesen Verfahrenstechnik, B. Eng. (2024) |
| Design                                              | Animation Design, B. A. (2022) Design mit KI, B. A. (2025) Game Design, B. A. (2022) Grafik Design / Klassische Gestaltung, B. A. (2025) Industriedesign, B. A. (2022) Kommunikationsdesign, B. A. (2022) Motion Design, B. A. (2025) Nachhaltiges Design, B. A. (2022) |

#### Master-Studiengänge
| Fachbereich                                         | Studiengang, Abschluss (Start des Studiengangs) |
| --------------------------------------------------- | --- |
| Energie-, Umwelt- und Verfahrenstechnik             | Computational Chemistry, M. Sc. (2023) Prozesssimulation in der Verfahrenstechnik, M. Eng (2020) |
| Informatik                                          | Cyber Security, M. Sc. (2024) Cyber Security Management, MBA (2024) Digital Business, MBA (2022) Digital Transformation Management, M. Sc. (2020) Digital User Experience, M. Sc. (2021/2025) Informatik, M. Sc. (2016/2022/2025) IT-Management, M. Sc. (2013) KI und Data Science, M. Sc. (2025) Technische Informatik, M. Eng. (2016/2022/2025) Wirtschaftsinformatik, M. Sc. (2009) |
| Ingenieurwissenschaften                             | Automotive Engineering (Fahrzeugtechnik), M. Eng. (2018/2024) Elektro- und Informationstechnik, M. Eng. (2017/2024) Maschinenbau, M. Eng. (2015) Mechatronik, M. Eng. (2011/2024) |
| Wirtschaftsingenieurwesen und Technologiemanagement | Engineering Management, MBA (2012) Foresight Management, M. Sc. (2021) Innovations- und Technologiemanagement, M. Sc. (2010/2024) Nachhaltigkeitsmanagement, MBA (2021) Nachhaltigkeitstechnologien und -management, M. Sc. (2021) Wirtschaftsingenieurwesen (für Ingenieure), M. Sc. (2011/2024) Wirtschaftsingenieurwesen (für Wirtschaftswissenschaftler), M. Sc. (2011/2024)       |

Akademische Weiterbildungen – Hochschulzertifikate
| Fachbereich                                         | Studiengang, Abschluss (Start des Studiengangs) |
| --------------------------------------------------- | --- |
| Informatik                                          | Angewandte Mathematik Digitale Medien IT-Sicherheit Mathematik für Studierende ingenieurwissenschaftlicher Fächer Mathematik für Studierende wirtschaftswissenschaftlicher Fächer Mediengestaltung Professional Software Engineering Wirtschaftsinformatik |
| Ingenieurwissenschaften                             | Leit- und Sicherungstechnik |
| Wirtschaftsingenieurwesen und Technologiemanagement | Agilisierung und Digitalisierung Digitales Energiemanagement und Energiesysteme Digitalisierung und Transformation Qualitätsmanagement Technologiemanagement Zukunftsmanagement                                                                            |

#### Akademische Weiterbildungen – Nano Degrees
| Fachbereich                                         | Studiengang, Abschluss (Start des Studiengangs) |
| --------------------------------------------------- | --- |
| Informatik                                          | Big Data: Grundlagen, Methoden und Technologien (2021) Einführung in die IT-Sicherheit (2019) Gestaltung interaktiver Systeme (2019) Grundlagen der objektorientierten Programmierung (2021) Grundlagen des Software Engineering (2019) Informationssysteme und Business Intelligence (2021) IT-Sicherheit-Management (2019) |
| Ingenieurwissenschaften                             | Aktorik (2019) Einführung in die Elektrotechnik (2019) Elektrische und hybride Antriebe (2019) Nationale und internationale Zertifizierung und Produktkennzeichnung (2019) |
| Energie-, Umwelt- und Verfahrenstechnik             | Energieerzeugung aus Biomasse (2019) Energiespeichertechnik (2019) Grundlagen der Energietechnik (2021) Komponenten der Energietechnik (2021) Physik (2021) Prozesssimulation in der Lebensmittelproduktion (2024) Regenerative Energietechnik (2019) Wasserstofftechnologien (2019) Wissen rund um Lebensmittel (2024) Wärme- und Stofftransport (2021) |
| Wirtschaftsingenieurwesen und Technologiemanagement | Digital Transformation and Organizational Development (2019) Digitale Transformation kompakt (2019) Einführung in die Energiewirtschaft und das Energiemanagement (2022) Energiemanagement (2022) F&E-Management (2022) Geschäftsmodell Management (2021) Grundlagen des Produkt- und Prozessmanagement (2022) Human Resources Management (2022) IT-Security-Management (2021) New Venture Management (2019) Patentmanagement (2022) Qualitätsmanagement (2021) Technikfolgenabschätzung (2019) Technologiemanagement (2022) |

Online-Abendstudium
| Fachbereich                                         | Studiengang, Abschluss (Start des Studiengangs)                                                            |
| Ingenieurwesen                                      | Elektro- und Informationstechnik, B. Sc. (2010/2023) Maschinenbau, B. Eng. (2008/2024)                     |
| Informatik                                          | Informatik, B. Sc. (2010/2023) IT-Sicherheit, B. Sc. (2018/2023) Wirtschaftsinformatik, B. Sc. (2012/2024) |
| Wirtschaftsingenieurwesen und Technologiemanagement | Technische Betriebswirtschaft, B. Sc. (2011/2023)                                                          |

## PFFH-Technikum
Das PFFH-Technikum ist ein Institut der Wilhelm Büchner Hochschule, das berufsbegleitend drei Aufstiegs-Lehrgänge zur Vorbereitung auf die staatliche Prüfung zum Elektrotechniker, Maschinentechniker und Mechatroniktechniker anbietet. Die Abschlüsse nennen sich „Staatlich geprüfter Elektrotechniker Schwerpunkt Informations- und Kommunikationstechnik“, „Staatlich geprüfter Maschinentechniker“ und „Staatlich geprüfter Mechatroniktechniker“. Die Studienorte befinden sich zurzeit in Bremen, Hamburg und Nürnberg.
Das Angebot des PFFH-Technikum wurde 2022 einstellt.

## Wilhelm Büchner Institut für Angewandte Forschung und Gestaltung
Das Wilhelm Büchner Institut für Angewandte Forschung und Gestaltung (kurz IFG) ist ein gemeinnütziges An-Institut (gGmbH) der Wilhelm Büchner Hochschule, in dem die anwendungsorientierten und praxisnahen Forschungsleistungen gebündelt werden.
Das An-Institut IFG ist eine rechtlich selbstständige Einrichtung. Es unterstützt die Wilhelm Büchner Hochschule, indem es mit ihr gemeinsame Aufgaben in der Forschung und bei der Durchführung von anwendungs- sowie gestalterisch-orientierten Projekten wahrnimmt. Die Zusammenarbeit zwischen dem IFG und der Hochschule ist durch vertragliche Vereinbarungen geregelt.

## Standorte
Der Hauptstandort der Hochschule liegt im Rhein-Main-Gebiet (Darmstadt). Die Fernstudierenden können dank des schriftlichen Studienmaterials und des Online-Campus allerdings überall studieren – lediglich zu wenigen Präsenztagen pro Semester sind Seminarveranstaltungen vor Ort oder bei Partnerhochschulen vorgesehen.
Studierende der Wilhelm Büchner Hochschule können Präsenzprüfungen zusätzlich zum Hochschulstandort Darmstadt auch in Hamburg, Bremen, Berlin, Hannover, Erfurt, Magdeburg, Münster, Göttingen, Dortmund, Leipzig, Neuss, Aachen, Fulda, Bonn, Trier, Karlsruhe, Stuttgart, Freiburg, Nürnberg, Ingolstadt, München, Ulm, Friedrichshafen, Wien und Zürich ablegen.
Koordinaten: 49° 51′ 45,5″ N, 8° 37′ 27,1″ O

## Kooperationen
Die Hochschule unterhält Partnerschaften und Kooperationsbeziehungen zu folgenden Hochschulen:
| - Autonome Universität Barcelona, Barcelona, Spanien - California State University, Sacramento, USA - Europäische Fernhochschule Hamburg, Hamburg, Deutschland - Hochschule Bochum, Bochum, Deutschland - Hochschule Merseburg, Merseburg, Deutschland - Hochschule Zittau-Görlitz, Zittau, Deutschland - Technische Universität Dresden, Dresden, Deutschland |